# Celticecis wellsi
Celticecis wellsi är en tvåvingeart som först beskrevs av Wells 1916.  Celticecis wellsi ingår i släktet Celticecis och familjen gallmyggor. Inga underarter finns listade i Catalogue of Life.